# Sociedad anónima
La sociedad anónima (abreviatura: S. A.) es aquella sociedad mercantil cuyos titulares lo pueden ser en virtud de una acción en el capital social a través de títulos o acciones. Las acciones pueden diferenciarse entre sí por su distinto valor nominal o por los diferentes privilegios vinculados a estas, como por ejemplo la obtención de un dividendo mínimo. Los accionistas no responden con su patrimonio personal por las deudas de la sociedad, sino únicamente hasta la cantidad máxima del capital aportado.

## Clasificación
La sociedad anónima puede clasificarse siguiendo distintos criterios. Según su origen de financiamiento, la sociedad anónima se clasifican en abierta o cerrada.

### Sociedad anónima abierta
La sociedad anónima abierta es aquella que recurre al ahorro del público en busca de financiamiento (emisión de obligaciones negociables) o para constituir su capital fundacional (constitución por suscripción pública) o para aumentarlo (emisión pública de acciones). Estas se pueden dar por:
- Cotización en bolsa de acciones y obligaciones: la empresa emite su valor en la bolsa para ser financiada mediante compra de acciones y obligaciones.
- Constitución por suscripción pública: la empresa utiliza este método para integrar su capital fundacional, con este procedimiento aparecen los promotores y los fiduciarios.
- Emisión pública de acciones : sucede cuando la empresa ya constituida por acto único, deba aumentar su capital. Si los accionistas no quieren adquirir estas acciones, entonces las mismas pueden ofrecerse al público en general. En este caso, la sociedad que nació cerrada, se convertirá en abierta.

En el idioma inglés a este tipo de sociedad se le llama public company, es decir que su capital está abierto al público en general, sin embargo esto puede ser traducido literalmente como «empresa pública», cayendo en una especie de falso amigo, debido a que en el español la palabra pública en sociedades se refiere a que es propiedad del Estado (Otros nombres se utilizan también en inglés, tal como publically-traded company, o sea, "empresa que cotiza en bolsa").

### Sociedad anónima cerrada
La sociedad anónima cerrada es aquella que no recurre al ahorro público para formar su capital fundacional o para aumentarlo. En estas sociedades, el capital se nutre de los aportes que integran o suscriben los fundadores al celebrar el contrato social. En otras palabras, la obtención de este capital es enteramente privado.

## Junta General de Accionistas
La junta general de accionistas, también denominada asamblea general de socios es la encargada, entre otras funciones, de elegir a los administradores de la sociedad.
Es la reunión de los accionistas de la sociedad y es el órgano máximo de esta. Ante ella pueden actuar los accionistas por sí mismos o representados mediante poder otorgado por documentos públicos o privados.

## Administradores de la sociedad
La sociedad anónima, necesita de valerse de un órgano ejecutivo y representativo a la vez, que lleve a cabo la gestión cotidiana de la sociedad y la represente en sus relaciones jurídicas con terceros.
La estructura del órgano de administración de una sociedad constituye una de las menciones más importantes de los estatutos. En general los ordenamientos jurídicos permiten que cada sociedad pueda organizar su administración de la forma que estime más conveniente, no impone una estructura rígida y predetermina al órgano administrativo y faculta a los estatutos para decantarse entre varias formas alternativas.
Las formas habitualmente permitidas son:
- Administrador único
- Varios administradores solidarios
- Dos administradores conjuntos
- Un consejo de administración, también denominado directorio en algunos países, o junta directiva.
- Administrador socioeconómico

## Formación y constitución de la sociedad anónima
Para proceder a la constitución de una sociedad anónima se requiere cumplir una serie de requisitos establecidos por el ordenamiento jurídico respectivo. Entre ellos, generalmente se incluye, según la legislación en concreto:
1. Un mínimo de socios o accionistas, y que cada uno de ellos suscriba una acción.
2. Un mínimo de capital social o suscripción de las acciones
3. La escritura constitutiva de la sociedad anónima con ciertas menciones mínimas de este

En algunos sistemas, las sociedades anónimas pueden constituirse a través de un doble procedimiento práctico, regulado específicamente por los diferentes intereses jurídicos, y constitución final de la sociedad; a través de la asamblea constituyente, códigos o leyes mercantiles: Fundación simultánea y Fundación sucesiva.
- Fundación simultánea: bajo este procedimiento la fundación de la sociedad tiene lugar en un único acto en el que concurren todos los socios fundadores, poniendo de relieve su deseo de constituir una sociedad anónima.

- Fundación sucesiva: la constitución de la sociedad se basa en diferentes etapas o fases, desde las primeras gestiones realizadas por los promotores, la suscripción inicial de las participaciones sociales por parte de las personas físicas o naturales.

## Denominación
La denominación de la sociedad anónima suele formarse libremente, pero debe ser necesariamente distinta de la de cualquiera otra sociedad y suele incluir la frase "Sociedad anónima", un equivalente o su abreviatura. Para ciertas áreas económicas u objetos sociales, puede exigirse incluir una denominación especial, como por ejemplo "Banco" si la sociedad anónima tiene ese giro. Cuando se trate de sociedades cuyas actividades solo pueden desarrollarse, de acuerdo con la ley, por sociedades anónimas; el uso de la indicación o de las siglas es facultativo. y así es mejor comprendido

### Denominaciones por país
- En casi todos los países de habla hispana y portuguesa: "Sociedad Anónima" (o "S. A."), con variaciones locales.
- En Argentina: S. A. "Sociedad Anónima" o S. A. C. I. "(Sociedad Anónima Comercial e Industrial)" S. A. C. I. F. (Sociedad Anónima Comercial Industrial Y Financiera)
- En Alemania, Austria y Suiza: "Aktiengesellschaft" o AG
- En Bélgica: "Naamloze Vennootschap" o N.V. / "Société anonyme" o SA
- En Bulgaria: Акционерно дружество, o АД
- En Bolivia: "Sociedad Anónima" o S. A.
- En Chile: "Sociedad Anónima" o S. A., la que a su vez se subdivide en: Sociedad Anónima Abierta (S. A. A.), y Sociedad Anónima Cerrada (S. A. C.). También se utiliza S. A. I. C. (Sociedad Anónima Industrial y Comercial) y S. A. C. I. (Sociedad Anónima Comercial e Industrial), aunque la referencia a «comercial» sea innecesaria, pues de acuerdo a la ley, «la sociedad anónima es siempre mercantil, aun cuando se forme para la realización de negocios de carácter civil».[2]
- En China: "股份公司" o Co. Ltd., la que a su vez se subdivide en: Sociedad Anónima Abierta (无限责任公司), y Sociedad Anónima Cerrada (股份有限公司).
- En Colombia: "Sociedad Anónima" o S. A. y "Sociedad por Acciones Simplificada" o S. A. S.
- En Costa Rica: "Sociedad Anónima" o S. A.
- En Dinamarca: Aktieselskab, o A/S
- En El Salvador: "Sociedad Anónima" o S. A., siendo la más común la S. A. de C. V. (Sociedad Anónima de Capital Variable), al igual que en México)
- En Eslovaquia: akciová spoločnosť (a.s.)
- En España: "Sociedad Anónima", S. A., o "Sociedad Anónima Unipersonal", S. A. U.
- En Estados Unidos: Corporation, abreviada la mayor parte de las veces Inc. (de Incorporated).
- En Estonia: "Aktsiaselts" o AS
- En Finlandia: "Osakeyhtiö" o Oy
- En Francia, Suiza y Luxemburgo: "Société anonyme" o SA
- En Guatemala: "Sociedad Anónima" cuya abreviatura puede ser S. A.
- En Honduras: "Sociedad Anónima" y su variante, al igual que en México: "Sociedad Anónima de Capital Variable", contenidas en el Código de Comercio de 1950 en el Decreto 73 - 50, en su libro I, Título II, Capítulo V.
- En Hungría existen dos tipos de sociedades anónimas: "Zártkörűen működő részvénytársaság" o Zrt. (Sociedad anónima cerrada) y la "Nyilvánosan működő részvénytársaság" o Nyrt. (Sociedad anónima pública).
- En Italia: "Società per azioni"o SpA.
- En Japón: "株式会社" (kabushikigaisha)
- En México: "Sociedad Anónima" o S. A., siendo la más común la S. A. C. V. (Sociedad Anónima de Capital Variable), y S. A. B de C. V (Sociedad Anónima Bursátil) Régimen de capital que tienen que adoptar las empresas que cotizan en bolsa por disposiciones de la Ley del Mercado de Valores.
- En los Países Bajos: "Naamloze Vennootschap" o N. V.
- En Paraguay: "Sociedad Anónima" o S. A.
- En Perú: "Sociedad Anónima" o S. A., la que a su vez se subdivide en: Sociedad Anónima Abierta (S. A. A.), y Sociedad Anónima Cerrada (S. A. C.). y la Sociedad Anónima Ordinaria o Tradicional.
- En Polonia: "Spółka Akcyjna" o S. A.
- En Portugal: "Sociedade Anónima" o S. A.
- En el Reino Unido e Irlanda: "Public limited company" o plc
- En la República Checa: "Akciová společnost" o a.s.
- En República Dominicana: "Sociedad Anónima" o S. A.
- En Rumania: "Societate Anonimă" o S. A.
- En Rusia: "Акционерное общество" o АО
- En Suecia: "Aktiebolag" o AB
- En Turquía: "Anonim Şirketi" o A.Ş.
- En Uruguay: "Sociedad Anónima" o S. A.
- En Venezuela: "Compañía Anónima", "Corporación Anónima", o C. A. (También existe Sociedad Anónima o S. A)

## Regulación por países

### Argentina
En la República Argentina, la sociedad anónima está regulada por la Ley 19.550 de Sociedades Comerciales en los artículos 163 y posteriores (Con la reforma del Código Civil y Comercial se pasó a llamar "Ley General de Sociedades Archivado el 15 de febrero de 2022 en Wayback Machine.", publicada en el Boletín Oficial con fecha 25 de abril de 1972. Aunque se han introducido hasta la fecha reformas importantes (la más notoria introducida por la publicación del nuevo Código Civil y Comercial en 2015).
Al ser la sociedad anónima el tipo societario de máximo rigor se constituye por instrumento público y por acto único o por suscripción pública. Su capital social debe suscribirse íntegramente al momento de su constitución y no puede ser inferior a ARS 30.000.000.
El gobierno de las sociedades anónimas es ejercido por la asamblea de accionistas. Las asambleas se clasifican en ordinarias (para confección de balances, designación y remoción de directores y síndicos, aumento del capital social hasta su quíntuplo, etc.) y extraordinarias (aumento del capital social por encima del quíntuplo; reducción de capital social; fusión, transformación y disolución de la sociedad; etc.). Al ser un órgano no permanente, es convocada por el directorio o el síndico en los casos previstos por la ley, o cuando cualquiera de ellos lo juzgue necesario o cuando sean requeridas por accionistas que representan por lo menos el cinco por ciento (5 %) del capital social. Si el directorio o el síndico omite hacerlo, la convocatoria podrá hacerse por la autoridad de contralor o judicialmente.
Su administración está a cargo de un directorio compuesto de uno o más directores designados por la asamblea de accionistas o el consejo de vigilancia. Si se trata de una sociedad anónima prevista en el artículo 299 de la "Ley General de Sociedades Archivado el 15 de febrero de 2022 en Wayback Machine." debe ser integrado por un mínimo de tres directores. Su período no puede ser superior a tres ejercicios, no obstante es reelegible. Únicamente puede ser removido por la asamblea.
El director debe obrar con lealtad y con la diligencia de un buen hombre de negocios. La responsabilidad de los directores por mal desempeño de su cargo, así como por la violación de la ley, el estatuto o el reglamento y por cualquier otro daño producido por dolo, abuso de facultades o culpa grave es ilimitada y solidaria hacia la sociedad, los accionistas y los terceros.
Las sociedades anónimas que cumplan con algunos de los casos del artículo 299 (oferta pública de sus acciones o debentures; capital social superior a ARS 2.000.000.000; exploten concesiones o servicios públicos; etc.) quedan sujetas a la fiscalización estatal permanente de la autoridad de contralor de su domicilio, durante su funcionamiento, disolución y liquidación.
En Argentina la sociedad unipersonal solo puede formarse como sociedad anónima, es decir, como una sociedad en la cual el capital está representado por acciones y su principal ventaja es permitir que cualquier persona pueda separar una parte de su patrimonio para dedicarlo a una actividad comercial sin que los riesgos de esa actividad comercial afecten todo su patrimonio, porque su responsabilidad queda limitada a esa porción que dedicó a la sociedad.
Las sociedades anónimas y las sociedades anónimas unipersonales pueden inscribirse en 24 horas, cuando se presenta la solicitud de inscripción como trámite urgente. Archivado el 4 de abril de 2019 en Wayback Machine.

### Chile
En la República de Chile, la sociedad anónima está regulada por la ley 18046, publicada en el Diario Oficial el 22 de octubre de 1981. Dicha ley ha definido a la sociedad anónima como una «persona jurídica formada por la reunión de un fondo común, suministrado por accionistas responsables sólo por sus respectivos aportes y administrada por un directorio integrado por miembros esencialmente revocables». Además, le otorga siempre el carácter de mercantil, aun cuando tenga por objeto alguna actividad civil. El marco regulatorio de las Sociedades Anónimas en Chile es más amplio, dado que comprende diversos tipos:
- Sociedad Anónima Abierta: aquellas que inscriban voluntariamente o por obligación legal sus acciones en el Registro de Valores.
- Sociedad Anónima Abierta Especial: El Artículo 126 las entiende como aquellas sociedades que tienen una regulación especial, en atención a la naturaleza de las actividades que desarrollan, tales como las compañías aseguradoras y reaseguradoras, las sociedades anónimas administradoras de fondos mutuos, las bolsas de valores y otras sociedades que la ley expresamente indique como tales. Deben cumplir con una serie de formalidades:
  - Se forman, existen y aprueban por escritura pública
  - Requieren obtención de una resolución de la Superintendencia que autorice su existencia
  - Inscripción y publicación del certificado especial que otorgue dicha Superintendencia.
- Sociedad Anónima Cerrada: la que no califica como ninguna de las sociedades anteriores.
- Sociedad Anónima Deportiva Profesional: También conocida como S.A.D.P. o simplemente SADP, bajo el artículo 1 de la ley 20.019, son aquellas constituidas en conformidad a dicha ley, que tengan por objeto organizar, producir, comercializar y participar en espectáculos deportivos y que se encuentren incorporadas en el Registro de Organizaciones Deportivas Profesionales administrado por el Instituto Nacional de Deportes de Chile.

### Colombia
En la República de Colombia, la sociedad anónima es una sociedad de capitales con responsabilidad limitada, en la que el capital social se encuentra representado por acciones, y en la que la propiedad de las acciones está separada de la gestión de la sociedad.
Nace para una finalidad determinada. Los accionistas no tienen derecho sobre los bienes adquiridos, pero si sobre el capital y utilidades de la misma.
Constitución
Existen dos vías para constituir una sociedad anónima en Colombia que se contemplan en la ley:
1. Como se indica en el artículo 110 del código de comercio Colombiano, por medio de escritura pública registrada en la cámara de comercio, el proceso a realizar según el artículo 49 de la ley 222 de 1995 podrá hacerse por medio de acto único o por suscripción sucesiva. (Proceso que se explica en el artículo 50 de la misma ley) 1.2  PROCEDIMIENTO PARA LA CONSTITUCION POR SUSCRIPCION SUCESIVA. En la constitución por suscripción sucesiva, los promotores  de dicha sociedad para realizar el procedimiento, deberán elaborar el programa de fundación del proyecto junto con el folleto informativo de promoción de las acciones objeto de la oferta para una recaudación de fondos junto con los inversores de la sociedad.  El programa de fundación será suscrito por todos los promotores. Además se hará una asamblea constituyente para realizar los estatutos de la misma. El folleto informativo deberá ser suscrito además, por los representantes de las entidades que se encarguen de la colocación de la emisión o del manejo de los recursos provenientes de la suscripción. El programa de fundación, el folleto informativo y la escritura pública se inscribirán en la Cámara de Comercio correspondiente al lugar donde se vaya a establecer el domicilio principal de la sociedad.
2. En el artículo 22 de la ley 1014 del 2006 se contempla la posibilidad de constituir una sociedad anónima por medio de documento privado, esta deberá tener características especiales dentro de las cuales se debe establecer dentro del documento privado que la sociedad no tenga más de 10 trabajadores, además de no tener en activos más de 500 SMMLV.

#### Características
1. Mínimo de accionistas (Art. 374).
2. Capital social (Art. 375).
El capital de la sociedad anónima se dividirá en acciones de igual valor que se representarán en títulos negociables.
3. Capital social autorizado, suscrito y pagado donde podemos ver nuestro artículo de vigencia del decreto de 1924 (Art. 376).
Al constituirse la sociedad deberá suscribirse no menos del cincuenta por ciento del capital autorizado y pagarse no menos de la tercera parte del valor de cada acción de capital que se suscriba. Al darse a conocer el capital autorizado se deberá indicar, a la vez la cifra del capital suscrito y la del pagado.
4. Denominación. (Art. 373)
La denominación social debe ir seguida de las palabras "sociedad anónima" o de las letras "S.A.".
5. Derechos de los propietarios.
Cada acción confiere a su propietario determinados derechos, entre los cuales están, el de participar en las deliberaciones de la asamblea general de accionistas y votar en ella; el de inspeccionar los libros y papeles del comerciante y el de negociar libremente las acciones a menos que se encuentre estipulado el derecho de preferencia en favor de la sociedad o de los accionistas o de ambos.
6. Acciones.
  1. Las acciones de la compañía pueden ser ordinarias o privilegiadas.
  2. Las acciones no suscritas en el acto de constitución de la compañía y las que emita posteriormente la sociedad se colocan de acuerdo con un reglamento de suscripción de acciones elaborado previamente.
  3. La sociedad podrá adquirir sus propias acciones, si lo aprueba la asamblea general de accionistas, con el voto favorable de no menos del setenta por ciento de las acciones suscritas.
  4. El pago de las acciones puede realizarse con bienes distintos al dinero, para lo cual debe realizarse el correspondiente avalúo.
  5. A cada suscriptor de acciones se le expide un título o títulos que justifiquen su calidad de tal.
  6. Las acciones son libremente negociables, salvo excepciones.
7. Revisión fiscal.   El artículo 203 del código de comercio Colombiano nos indica que tipo de sociedades deben tener un revisor fiscal, teniendo en cuenta que la sociedad anónima es una sociedad por acciones, según lo contemplado por el inciso primero de dicho artículo, la sociedad anónima debe cumplir con la obligación de tener un revisor fiscal.
8. Causales de disolución.
La sociedad se disolverá por las causales generales de disolución y por las especiales establecidas para tipo de compañía, entre las cuales tenemos cuando ocurran pérdidas que reduzcan el patrimonio neto por debajo del cincuenta por ciento del capital suscrito y cuando el noventa y cinco por ciento o más de las acciones suscritas llegue a pertenecer a un solo accionista.

### Costa Rica
En la República de Costa Rica, se encuentran reguladas por la Ley n.° 3284 del 30/04/1964, denominado Código de Comercio, en sus artículos 17 inciso d); 18 y siguientes establece las generalidades de Sociedades.
Artículos 102-200, regulación específica de la S.A.
Artículo 104. a) Que haya dos socios como mínimo y que cada uno de ellos suscriba por lo menos una acción; b) Que del valor de cada una de las acciones suscritas a cubrir en efectivo, quede pagado cuando menos el veinticinco por ciento en el acto de la constitución; y c) Que en acto de la constitución quede pagado íntegramente el valor de cada acción suscrita que haya de satisfacerse, en todo o en parte, con bienes distintos del numerario.
Artículo 105. La sociedad anónima se constituirá en escritura pública, por fundación simultánea, o por suscripción pública.

### El Salvador
Reformas: (29) Decreto Legislativo n.º 641, de fecha 26 de junio de 2008, publicado en el Diario Oficial Número 120, Tomo 379 de fecha 27 de junio de 2008.
Cada uno de los tipos de sociedades mercantiles, tiene sus rasgos o caracteres propios que los diferencias de los demás. Según el tratadista Agustín Vicente y Gella[cita requerida], indican que la sociedad anónima reúnen los caracteres siguientes:
1. Está constituida por una asociación de personas, pero esta son mutables sin que ellos influya en la vida del ente social.
2. Su objeto es el ejercicio o explotación de una industria “bajo su firma social”.
3. Posee un patrimonio propio
4. La participación de los accionista en el haber social esta representadas por títulos “acciones, de igual valor”. Los derechos patrimoniales y personales, en principio, se miden conforme aquella. Así, el números de votos de cada individuos, en las Asambleas Generales y el derecho al dividiendo, se gradúan de acuerdo a tal participación.
5. Los socios limitan sus responsabilidades a la suma que les corresponde desembolsar en conceptos de suscriptores.

También el doctor Lara Velado[cita requerida] caracteriza las sociedades anónimas por las siguientes características:
- El capital social está representado por títulos valores denominados acciones que son parte alícuotas de dicho capital, los que por regla general pueden circular libremente
- La administración de la compañía está a cargo de los organismos determinados por la ley y el contrato social. Los miembros de los órganos son electos por los socios.
- Como esta sociedad solo responde con su patrimonio por las deudas sociales la ley las somete a determinada vigilancia y fiscalización y exige la publicidad de ciertos actos con el objeto de proteger al público con que ellos se relaciona.

### España
La normativa del Reino de España está recogida principalmente en la Ley de sociedades de capital. La sociedad anónima europea es un tipo de sociedad anónima.

### Guatemala
En la República de Guatemala hay un gran porcentaje hacia las sociedades mercantiles de las empresas limitadas que están reguladas por el Código de Comercio principalmente. Según este Código, existen cinco tipos de sociedades que pueden constituirse: la sociedad colectiva, la sociedad en comandita simple, la sociedad de responsabilidad limitada, la sociedad anónima y la sociedad en comandita por acciones. Recientemente con la publicación de la Ley del Mercado de Valores y Mercancías, se creó la posibilidad de constituir un nuevo tipo de sociedad mercantil: la sociedad de inversión.

### México
En México, la sociedad anónima está regulada por la Ley General de Sociedades Mercantiles, publicada en el Diario Oficial de la Federación con fecha 4 de agosto de 1934. Las sociedades en México, además de estar denominadas por su régimen, también deben mencionar la variabilidad de su capital; por esa razón, las sociedades anónimas suelen ser conocidas como sociedades anónimas de capital variable (S. A de C. V.).

### Panamá
En Panamá, la sociedad anónima se encuentra regulada por la Ley 32 de 26 de febrero de 1927.

### Paraguay
En Paraguay las sociedades anónimas se rigen por lo establecido en la Ley 1.183 del 23 de diciembre de 1985, "Código Civil", artículos 959 al 1.012 y 1.048 al 1.159, y sus modificaciones. Como toda sociedad comercial, también deben cumplir con lo dispuesto en la Ley 1.034 del año 1983, "Del comerciante" y sus modificaciones.
Además, son aplicables a las sociedades anónimas emisoras de capital abierto la Ley  5810 del año 2017, "Del Mercado de valores" y el Reglamento General del Mercado de Valores, Resolucion 35/23. 
En el año 2017 se aprobó la Ley n.º 5895/2017 "Sociedades por acciones", que elimina la posibilidad de crear una sociedad anónima con acciones al portador teniendo que ser obligatoriamente nominativas.

### Perú
En el Perú la Ley General de Sociedades regula la estructura y funcionamiento de las sociedades comerciales. Entre estas reconoce tres tipos: la sociedad anónima cerrada con un número máximo de 20 socios y con restricciones a la circulación de acciones; la sociedad anónima abierta cuyas acciones se negocian en la Bolsa de Valores está compuesta de muchos más accionistas todo lo que sea necesario como para abrir una empresa, y la sociedad anónima regular
también es conocida como S.A. (Sociedad Anónima).

### Uruguay
En Uruguay está regulada por la Ley N.º 16.060 de Sociedades comerciales, publicada en el Diario Oficial el 1 de noviembre de 1989.

### Venezuela
En Venezuela, las sociedades anónimas se rigen por lo dispuesto en el artículo 201 N.º 3 del Código de Comercio: «La compañía anónima, en la cual las obligaciones sociales están garantizadas por un capital determinado y en la que los socios no están obligados sino por el monto de su acción».
Las entidades bancarias solían tener las deominaciones S.A.I.C.A (sociedad anónima inscrita de capital abierto) y S.A.C.A. (sociedad anónima de capital autorizado). Tras la crisis bancaria de 1994 esto fue desapareciendo paulatinamente al punto que desde 2010 quedaron simplemente con la denominación Banco Universal o B.U.

### República Dominicana
En República Dominicana la sociedad anónima está regulada por la ley 479-08 sobre sociedades comerciales

## Reino Unido, la Mancomunidad de Naciones e Irlanda
Una "public limited company" (abreviada legalmente como PLC o plc) es similar que una sociedad anónima y es un tipo de sociedad pública según la legislación de sociedades del Reino Unido, algunas jurisdicciones de la Mancomunidad de Naciones y Irlanda. Es una sociedad de responsabilidad limitada cuyas acciones pueden venderse y comercializarse libremente al público (aunque una PLC también puede ser de propiedad privada, a menudo de otra PLC) y normalmente con las letras PLC después de su nombre. Una PLC puede ser una empresa que cotiza en las bolsas de valores o que no lo hace. El término "sociedad anónima" y el sufijo "PLC"/"plc" se introdujeron en 1981; antes de esto, todas las sociedades limitadas llevaban el sufijo "Limited" ("Ltd."), que todavía utilizan las sociedades de responsabilidad limitada.